# Verliebt in Chopin
Verliebt in Chopin (Originaltitel: Impromptu) ist eine britisch-französische Filmbiografie aus dem Jahr 1991 mit Judy Davis als George Sand und Hugh Grant in der Rolle des Frédéric Chopin.

## Handlung
Die kleine Aurora streift durch den Wald, setzt sich vor einen Baum und bittet darum, dass sie eines Tages die vollkommene Liebe finden möge. Als Erwachsene wartet Aurora, die sich nunmehr George Sand nennt und erfolgreich Romane schreibt, noch immer auf eine Antwort auf ihre Gebete. Ihrem ehemaligen Liebhaber Alfred de Musset versucht sie aus dem Weg zu gehen und auch von ihrem derzeitigen Favoriten Felicien Mallefille, dem Tutor ihrer beiden Kinder, hat sie genug. Mit einem Vorschuss ihres Verlegers hofft die für ihren unkonventionellen Lebenswandel bekannte George, Paris zu verlassen und Ruhe auf dem Land zu finden. Bei einer Abendgesellschaft hört sie fasziniert einem Pianisten beim Spielen zu. Sie verpasst es jedoch, dem jungen Frédéric Chopin vorgestellt zu werden. Da er in Kürze mit anderen Künstlern, darunter Franz Liszt und Eugène Delacroix, in Angers auf dem Anwesen der Herzogin D’Antan weilen wird, lädt sich George kurzerhand selbst als Gast der Herzogin ein. Die Herzogin, die sich als Förderin der Künste beweisen will, blickt der Zusammenkunft der Bohémiens aufgeregt entgegen. Vor allem die zumeist Männermode tragende George erregt ihre Neugier. Ihr Mann Charles zeigt sich hingegen wenig begeistert und geht lieber auf die Jagd, als die Gäste eintreffen. George und ihre Kinder kommen schließlich in einer Kutsche zusammen mit Liszt und seiner Geliebten Marie d’Agoult an.
Bei einem gemeinsamen Picknick zieht sich George, die auf die Ankunft Chopins wartet, in den angrenzenden Wald zurück und trifft dabei auf den Herzog, der befangen vor seinem verletzten Pferd steht. George nimmt sein Gewehr und erlöst das Tier von seinen Qualen. Gemeinsam kehren sie zu seinem Anwesen zurück. Als George dort Mallefille entdeckt, reitet sie mit einem Pferd davon. Unterwegs wird sie vom Pferd abgeworfen. Erst am Abend kehrt sie erschöpft zum Haus ihrer Gastgeber zurück. In ihrem Schlafzimmer wartet bereits Mallefille, der sich liebesdurstig auf sie stürzt. Unter einem Vorwand schickt George ihren Geliebten fort. Mallefille schließt jedoch die Tür ab, weshalb sie sich gezwungen sieht, über die Brüstung des Fensters zu einem anderen Zimmer zu klettern. Dort spielt Chopin gerade Klavier. Als er George bei sich entdeckt, weist er ihr der Etikette wegen resolut die Tür. Der Zurückweisung zum Trotz ist George glücklich, Chopin endlich kennengelernt zu haben.
Tags darauf bittet sie ihre Freundin Marie d’Agoult, Chopin einen Liebesbrief zu überbringen. Marie, die nicht will, dass George einen begabteren Komponisten an ihrer Seite hat als sie selbst, unterschreibt den Brief mit ihrem Namen und gibt ihn Chopin. Auch ist Marie überzeugt, dass eine Affäre mit George den sensiblen und kränklichen Komponisten zugrunde richten würde. Beim Abendessen macht sie Chopin gezielt Avancen, was diesen nach dem Lesen des Briefs umso mehr schockiert. Schwer hustend zieht er sich von der Abendgesellschaft zurück. Überzeugt, dass George eine Affäre mit Liszt hat, macht Mallefille der Schriftstellerin eine Szene, worauf sich der ebenfalls eingetroffene Alfred de Musset zu erkennen gibt und Mallefille eine Kanne Wasser über den Kopf gießt. Gedemütigt fordert Mallefille Georges ehemaligen Liebhaber zum Duell heraus. Am nächsten Morgen reitet der betrunkene de Musset in Georges Arbeitszimmer und verlangt einen Kuss, da er bald tot sein werde. George weist ihn jedoch zurück. Beim darauffolgenden Duell verwundet de Musset den Unparteiischen, Mallefille wiederum schießt ins Leere.
Als es tagelang nicht aufhört zu regnen und sich die Herzogin nach Abwechslung sehnt, schlägt de Musset vor, der Gastgeberin sein neuestes Bühnenstück über Noah und die Sintflut vorzuspielen. Als sich de Musset und George beim Spielen ihrer Rollen über die Herzogin lustig machen, hört Chopin abrupt auf, die Begleitmusik am Klavier zu spielen, sei es doch unhöflich die großzügige Gastgeberin derart zu düpieren. Tags darauf reisen die illustren Gäste ab. Zurück in Paris ist George entschlossener denn je, Chopins Herz für sich zu gewinnen. Marie jedoch macht Chopin glauben, dass George mit de Musset gewettet habe, ihn innerhalb kürzester Zeit erobern zu können. Chopin geht George in der Folge aus dem Weg. Von Delacroix erfährt George, dass Marie sie hintergangen hat. Nach dem Tod ihrer Mutter sucht George Chopin auf. Sie gesteht ihm ihre Liebe und versichert ihm, dass der Liebesbrief aus ihrer Feder stamme und Marie ihn belogen habe.
Mit Georges neuestem Roman stattet Chopin Marie, die inzwischen ihr drittes Kind von Liszt zur Welt gebracht hat, einen Besuch ab. Er spricht sie auf den Liebesbrief an, dessen Zeilen sich in Georges Roman wiederfinden. Da das Buch jedoch erst kürzlich erschien, kann Marie unmöglich daraus abgeschrieben haben. Als George Chopin ein weiteres Mal besucht, spielt er ihr sein neuestes Impromptu vor. George zeigt sich entzückt und gibt dem an seinen Fähigkeiten zweifelnden Chopin einen Kuss. Von der Situation überfordert, wendet er sich von ihr ab, lässt sich jedoch überreden, gemeinsam einen Spaziergang zu machen. Auf der Straße begegnet ihnen der eifersüchtige Mallefille, der nun Chopin zum Duell herausfordert. Beim Zählen der Schritte wird Chopin jedoch ohnmächtig. George nimmt seine Pistole und schießt Malleville in den Arm. In einem nahegelegenen Haus kommt Chopin wieder zu sich und gesteht George seine Liebe. Da er sich körperlich zu schwach fühlt, wehrt er ihren Kuss zunächst ab, gibt ihr aber schließlich seinerseits einen Kuss, und sie werden doch noch ein Paar. Auf Georges Vorschlag hin widmet Chopin seine 1837 veröffentlichten Etüden Marie d’Agoult, was wiederum Liszt glauben lässt, Marie habe ihn mit Chopin betrogen. Wütend macht Liszt seiner Geliebten Vorwürfe. Chopin und George reisen derweil in Richtung Spanien ab, wo sie sich mit Georges Kindern Erholung vom Trubel der Großstadt erhoffen.

## Hintergrund
Verliebt in Chopin war das Spielfilmdebüt des mit dem Pulitzer-Preis und dem Tony Award ausgezeichneten Broadway-Regisseurs James Lapine. Das Drehbuch schrieb seine Ehefrau Sarah Kernochan. Die Dreharbeiten fanden vom 25. September bis 15. November 1989 in Frankreich statt. Drehorte waren unter anderem das Château des Briottières in Champigné und das Loire-Tal im Département Maine-et-Loire. Die Kostüme entwarf Jenny Beavan.
Der Film wurde am 12. April 1991 in Großbritannien und in den Vereinigten Staaten uraufgeführt. In Deutschland lief er am 12. September 1991 in den Kinos an. Im Jahr 1992 folgte die Veröffentlichung auf Video. Am 27. Dezember 1996 wurde Verliebt in Chopin erstmals auf 3sat im deutschen Fernsehen gezeigt.

## Kritiken
Roger Ebert bezeichnete Verliebt in Chopin als „planlose, verwirrende, jedoch amüsante Filmbiografie“. Laut Janet Maslin von der New York Times weise der im 19. Jahrhundert spielende Liebesfilm „die übliche Schicklichkeit seines Genres“ auf. Er gehe jedoch „weit darüber hinaus“ in die Richtung der „klassischen Prominentenfarce“.
Für das Lexikon des internationalen Films handelte es sich um eine „[i]ntelligente, schwungvoll-romantische Komödie, die von einem exzellenten Drehbuch und überzeugenden Darstellern getragen wird“. Cinema zufolge besteche der Film „mit edlem Dekor, pointierten Dialogen und beschwingten Rhythmen“. Er sei kurzum „[v]irtuos wie die Musik des großen Romantikers.“ Prisma hingegen fand, dass die „Kostümkomödie“ zwar gut besetzt sei, jedoch „nie in Schwung kommen [will]“. Herausgekommen sei „bildungsbürgerliche Edel-Unterhaltung“, die vornehmlich „künstlerisch wertvolle Langeweile“ vermittle. Dass „Un-Schauspieler Julian Sands in all seinen Rollen nicht kostengünstig durch eine Schaufensterpuppe ersetzt wird“, sei zudem „eines der großen Rätsel der Filmgeschichte“.

## Auszeichnungen
Judy Davis gewann für ihre Darstellung der George Sand den Independent Spirit Award in der Kategorie Beste Hauptdarstellerin. Emma Thompson war in der Kategorie Beste Nebendarstellerin für den Preis nominiert, unterlag jedoch Diane Ladd in Die Lust der schönen Rose.

## Deutsche Fassung
Die deutsche Synchronfassung entstand bei der F.C.F. Filmsynchronisation Berlin nach dem Dialogbuch und unter der Dialogregie von Friedbert Cierpka.
| Rolle                | Darsteller        | Synchronsprecher     |
| -------------------- | ----------------- | -------------------- |
| George Sand / Aurora | Judy Davis        | Viola Sauer          |
| Frédéric Chopin      | Hugh Grant        | Sigmar Solbach       |
| Alfred de Musset     | Mandy Patinkin    | Helmut Krauss        |
| Marie d’Agoult       | Bernadette Peters | Katja Nottke         |
| Franz Liszt          | Julian Sands      | Patrick Winczewski   |
| Eugène Delacroix     | Ralph Brown       | Rüdiger Joswig       |
| Felicien Mallefille  | Georges Corraface | Leon Boden           |
| Herzog D’Antan       | Anton Rodgers     | Klaus Sonnenschein   |
| George Sands Mutter  | Anna Massey       | Tilly Lauenstein     |
| Buloz                | John Savident     | Hans-Joachim Hanisch |
| Baroness Laginsky    | Elizabeth Spriggs | Andrea Brix          |